# Radioåret 2016

## Händelser
- 16 januari – P3 Guldgalan.[1]
- 12-18 december -  Musikhjälpen 2016

## Avlidna
- 17 januari – Kjell Alinge, 72, svensk radiojournalist och sketchförfattare.[2]
- 6 juli – Vahid Rastegar, 33, svensk hiphop-artist och programledare i radio.[3]

### Fotnoter
1. ↑  ”Jonathan Johansson till P3 Guld”. Sveriges Radio. 29 december 2015. http://sverigesradio.se/sida/artikel.aspx?programid=3964&artikel=6332232. Läst 2 januari 2016.
2. ↑  http://www.expressen.se/noje/kjell-alinges-hustru-om-sorgen-chockad/
3. ↑  ”Hiphop-artisten Rastegar är död”. Aftonbladet. http://www.aftonbladet.se/nojesbladet/article23139655.ab. Läst 8 juli 2016.